# Поцелуев, Юрий Петрович
Ю́рий Петро́вич Поцелу́ев (12.03.1926-01.07.2018) — советский промышленный деятель, начальник 4-го Главного управления Министерства электронной промышленности СССР.

## Биография
Родился 12 марта 1926 года в с. Карповка (ныне — Сердобского района Пензенской области).
В 1949 году окончил Московский механический институт.
Свою трудовую деятельность начал в 1949 году на Кузнецком заводе химического машиностроения. Последовательно занимал должности инженера-конструктора, заместителя начальника сборочного цеха и 5 лет возглавлял инструментальное производство этого завода.
В 1958—1974 годах — директор Кузнецкого завода приборов и конденсаторов. С этого периода жизненный путь Ю. П. Поцелуева непрерывно связан с электронной промышленностью. Под его руководством завод стал градообразующим предприятием города Кузнецка. При его содействии и инициативе в городе велось жилищное строительство, построен ряд социальных объектов — детский пионер-лагерь, база отдыха «Прибой», общежитие в Южном микрорайоне, Дворец культуры «Юность», стадион «Рубин», школа № 15 и другие.
С 1974 по 1990 год — начальник 4-го Главного управления Министерства электронной промышленности СССР, организатор подотрасли электронной промышленности в Советском Союзе. К концу 1980-х годов только в системе этого главка было 52 больших и малых завода, НИИ и ОКБ.
Из более чем 50-летнего трудового стажа 43 года Ю. П. Поцелуева отданы электронной промышленности. Его высоко ценил Министр электронной промышленности Александр Иванович Шокин, он пользовался большим уважением у руководителей оборонной промышленности Советского Союза. Является автором патентов СССР.
В 2011 году отмечалось 85-летие Ю. П. Поцелуева.

## Награды и звания
- орден Ленина;
- орден Октябрьской Революции;
- орден Трудового Красного Знамени (дважды);
- орден «Знак Почета»
- многие медали.
- «Почетный радист СССР» и «Почетный работник электронной промышленности».
- Является Почетным гражданином[3] города Кузнецка Пензенской области.